# Киево-Балтская железная дорога
Киево-Балтская железная дорога — железная дорога в Российской империи, построена в 1868—1870 гг. Протяженность 464 версты (495км).

## История
Движение открывалось участками: Киев — Жмеринка (253 версты / 270км), Жмеринка — Бирзула (186 вёрст / 198,5км) открылись 26 мая 1870 года. 15 июля 1870 г. открыто движение на ветви от Казатина до Бердичева (25 вёрст / 26,5км).
В том же году дорога продана в частные руки — Обществу Киево-Брестской ж. д. и Обществу Одесской ж. д.

## Станции
- Киев-Пассажирский
- Казатин
- Жмеринка
- Балта
- Бердичев